# Нумансия (пьеса)
«Нумансия» (исп. Numancia; другие варианты названия — «Трагедия Нумансии», «Разрушение Нумансии») — историческая драма испанского писателя Мигеля де Сервантеса, написанная в духе классицизма. Была поставлена на сцене примерно в 1585 году, впервые опубликована в 1784 году. Рассказывает о взятии города Нумансия римлянами в 133 году до н. э. По словам автора, пьеса пользовалась успехом у зрителей, но надёжных подтверждений этому нет.
Автор упоминает «Нумансию» в прологе к «Восьми комедиям и восьми интермедиям», утверждая, что это была одна из первых испанских пьес, состоявших из трёх актов, а не из пяти. Однако исследователи в связи с этим отмечают, что первая трёхактная пьеса была поставлена в Испании ещё в 1551 году.

## Сюжет
Действие пьесы происходит в древней Испании. Римская армия осадила город кельтиберов Нумансию, который ожесточённо защищается. На фоне масштабных исторических событий разворачивается любовная линия с участием Марандро и Лары. В финале Марандро погибает, римляне входят в город, но нумантийцы остаются непобеждёнными.